# Roestmotten
De roestmotten (Heliodinidae) zijn een familie van vlinders uit de superfamilie Yponomeutoidea. De familie telt 69 soorten, verdeeld over 13 geslachten. Het typegeslacht van de familie is Heliodines.

## Enkele geslachten en soorten
- Heliodines Stainton, 1854 (typegeslacht)
  - Heliodines albiciliella
  - Heliodines aureoflamma
  - Heliodines bella
  - Heliodines choneuta
  - Heliodines ciccella
  - Heliodines demarcha
  - Heliodines extraneella
  - Heliodines ionis
  - Heliodines isoleura
  - Heliodines loriculata
  - Heliodines metallicella
  - Heliodines nyctaginella
  - Heliodines perichalca
  - Heliodines princeps
  - Heliodines quinqueguttata
  - Heliodines schulzella
  - Heliodines sexguttella
  - Heliodines sexpunctella
  - Heliodines tripunctella
  - Heliodines unipunctella
  - Heliodines urichi
- Epicroesa Meyrick, 1907
  - Epicroesa ambrosia
  - Epicroesa calliteucha
  - Epicroesa chromatorhoea
  - Epicroesa metallifera
  - Epicroesa thiasarcha
- Capanica Meyrick, 1917
  - Capanica astrophanes
  - Capanica lamprolitha
- Diascepsis Durrant, 1915
  - Diascepsis fascinata